# Michael Ande
Michael Ande, né le 5 octobre 1944 à Bad Wiessee, est un acteur de nationalité allemande.  

## Biographie et carrière
Il a commencé sa carrière comme enfant acteur, il incarne le petit Félix dans le film franco-allemand Marianne (1955). Il a joué le rôle principal dans la version allemande du téléfilm Peter Pan en 1962.
En 1956, il incarne Werner von Trapp dans Die Trapp-Familie, suivi de Die Trapp-Familie in Amerika en 1958 aux côtés de Ruth Leuwerik, Hans Holt et Josef Meinrad. Ces deux films ont servi de référence à la comédie musicale hollywoodienne La mélodie du bonheur avec Julie Andrews.
En 1974, Il joue, avec Axel von Ambesser dans la comédie Le Tournant de Françoise Dorin, dirigée par Heinz Marecek au Theater in der Josefstadt.
Il se fait connaître à un large public avec le rôle de commissaire Gerd Heymann dans la serie télévisé Le Renard de 1977 à 2016. Le 8 avril 2016, Michael Ande joue pour la dernière fois dans ce rôle après 39 ans et plus de 400 épisodes . Il s’agit de la plus longue performance de la télévision allemande. 
En outre, il travaille comme acteur de doublage .  Dans les studios de doublage, il prête sa voix à de nombreux acteurs internationaux, notamment Micky Dolenz dans la série The Monkees (1967), Michael Sarrazin dans On achève bien les chevaux (1969). Il double l'acteur d'arts martiaux Alexander Fu Sheng dans les années 1970. 

## Filmographie
- 1955: Marianne de Julien Duvivier: le petit Félix
- 1956: Die Trapp-Familie de Wolfgang Liebeneiner: Werner von Trapp
- 1958: Die Trapp-Familie in Amerika de Wolfgang Liebeneiner: Werner von Trapp
- 1958 : Majestät auf Abwegen de Robert A. Stemmle: Maximilian III
- 1958: Le Médecin de Stalingrad de Géza von Radványi: Sergej
- 1957: Le Plus Beau Jour de ma vie de Max Neufeld: Toni
- 1964 : Der trojanische Krieg findet nicht statt (La guerre de Troie n’aura pas lieu) de Franz Josef Wild, d’après le roman du même nom de Jean Giraudoux: Troïlus
- 1966: L'Île au trésor (en) (mini-série TV): Jim Hawkins
- 1969: Finke & Co (13 épisodes): Thomas Kramer
- 1972-1973: Fussballtrainer Wulff (24 épisodes): Heinz Kudrowski
- 1974: Der Kommissar: Der Segelbootmord: Robert Hoss
- 1975: Derrick: Nur Aufregungen für Rohn (Le diplomate): Richard Kern [3]
- 1977: Polizeiinspektion 1: Polizeistunde: Clausus
- 1977–2016 : Le Renard (série TV, 400 épisodes): Gerd Heymann
- 1983: Polizeiinspektion 1:Der Parasit: Heinz Ziegler
- 1985: Polizeiinspektion 1: Die wilden Jahre: Peter Gabriel
- 1986: Polizeiinspektion 1: Dem Ende zu: le commerçant
- 1986: Polizeiinspektion 1: Der letzte Held: Gerhard Huber
- 1988: Polizeiinspektion 1: Unheimlich seriös: Dieter
- 1998: Derrick: Das Abschiedsgeschenk (Le grand jour): Gerd Heymann
- 2013: SOKO München: Das Alibi: Jürgen Lohbieler